# Кладенецът
„Кладенецът“ е български игрален филм (драма) от 1991 година, по сценарий и режисура на Дочо Боджаков. Оператор е Иван Варимезов. Музиката във филма е композирана от Сергей Джоканов.Вокалните партии се изпълняват от поп изпълнителите Ваня Костова и Орлин Горанов и двамата бивши кадри на Ансамбъла на Строителни войски.

## Актьорски състав
- Любен Чаталов – Бащата
- Ваня Цветкова – Учителката/Дария
- Петър Попйорданов – Синът
- Боян Ковачев – Синът като малък
- Даниела Василева – Дария като малка
- Михаил Мутафов - майор Мъглов
- Христо Калчев
- Димитър Танев

## Награди
- Награда за операторска работа, Варна, 1994